# Pauline Lipman
Pauline Lipman (ur. 1944) – amerykańska naukowczyni, wykładowca na Uniwersytecie Illinois w Chicago. Przedmiotem jej zainteresowań i badań naukowych jest polityka społeczna, w tym oświatowa. Członek zagraniczny Wydziału Nauk Humanistycznych i Społecznych Polskiej Akademii Nauk od 2013 roku. Doktoryzowała się na Uniwersytecie Wisconsin w Madison.

## Wybrane publikacje naukowe
- Urban Education as Racialized State Violence: What is the Role of Higher Education?[4]
- Segregation, the “Black Spatial Imagination,” and Radical Social Transformation[5]
- The landscape of education “reform” in Chicago: Neoliberalism meets a grassroots movement[6]

## Książki
- The new political economy of urban education: neoliberalism, race, and the right to the city[7]
- High Stakes Education: Inequality, Globalization, and Urban School Reform[8]
- Race, class, and power in school restructuring[9]